# Potentielle Dichte

Die potentielle Dichte σ_{θ}
aufgetragen über dem Salzgehalt im Wasser

Die potentielle Dichte {\displaystyle \sigma _{\Theta }} ist die Dichte von Meerwasser unter Normbedingungen im Vergleich zur Dichte von reinem Wasser. Sie ist eine Zustandsgröße und macht einen Vergleich von Wassermassen möglich.

## Definition und Grundlagen
In der Ozeanographie ist die Dichte des Wassers ein wichtiger Parameter, da horizontale Dichteunterschiede zu Strömungen führen. Analog zur potentiellen Temperatur führt man daher die potentielle Dichte ein, die die Dichte bei Normaldruck und als Abweichung von der Reindichte von Wasser (1000 kg/m3) angibt:
{\displaystyle \sigma _{\Theta }=\rho \left(S,\Theta \right)-1000\,{\frac {\mathrm {kg} }{\mathrm {m} ^{3}}}}
mit
- {\displaystyle \rho }: Dichte bei Normaldruck (1013 mbar), in Abhängigkeit von
  - der Salinität {\displaystyle S} und
  - der potentiellen Temperatur {\displaystyle \Theta }.